# 亞歷山大·巴爾卡紹夫
亞歷山大·彼得羅維奇·巴爾卡紹夫（俄語：Алекса́ндр Петро́вич Баркашо́в，1953年10月6日—），俄羅斯政治家、極右翼民族主義者。他於1990年創立法西斯準軍事組織「俄羅斯民族團結」。

## 生平
巴尔卡绍夫生于莫斯科，他的父亲是电工，母亲是护士。1971年，他离开学校，而后在白俄罗斯服兵役。
退伍后，他回到莫斯科，在地下热能站找到一份電氣安裝工的工作。他对工作不感兴趣，并热衷于阅读有关历史上伟大征服者生平书籍（尤其是亚历山大大帝与成吉思汗），学习空手道（甚至建立了自己的俱乐部），亲手打造武器（弓和匕首）。
巴尔卡索夫于1985年加入极右极端民族主义与新纳粹运动民族爱国阵线“记忆”，其后在运动内部的地位步步高升。但不久，巴尔卡索夫与“记忆”党魁德米特里·瓦西里耶夫之间爆发的冲突令他最后离开“记忆”，其后，巴尔卡绍夫与他的朋友们决定创建属于自己的组织。
1990年10月16日，巴尔卡绍夫和几十名追随者在他位于莫斯科杜比宁街的家中举行集会，成立了“自由、强大、公正的俄罗斯民族团结”（不久被简称为“俄罗斯民族团结”）。历史学家沃尔特·拉奎尔（Walter Laqueur）写道，巴尔卡绍夫曾在一次采访中表示，他是一名纳粹。
1993年俄罗斯宪法危机期间，巴尔卡绍夫率领俄罗斯民族团结武装保卫白宫，对抗忠于鲍里斯·叶利钦的军队。失败后，巴尔卡绍夫逃离莫斯科以逃避追捕，他在附近的达恰避难。在一次晚间散步中，巴尔卡绍夫的大腿中弹，被送到医院后，一名护士认出了他。之后，巴尔卡绍夫因被指控组织和煽动群众骚乱以及非法携带武器被逮捕。1994年初，新当选的杜马特赦巴尔卡绍夫。
1994年，巴尔卡绍夫著作之书《一个俄罗斯民族主义者的ABC》出版，其后该书成为俄罗斯民族团结纲领的主要来源。
1999年2月底，一项民意调查将巴尔卡绍夫列为俄罗斯最知名的10位政治家之一。2005年12月2日，巴尔卡绍夫和他的三名追随者因“袭警”被拘留与逮捕。但据俄罗斯民族团结方面新闻称，巴尔卡索夫本人是被闯入巴尔卡索夫住所的警察袭击而受伤。
俄乌战争期间，巴尔卡绍夫积极支持俄罗斯所支持的东乌分离主义势力。在2014年春泄露的录音中，巴尔卡绍夫请教俄罗斯东正教军领导人德米特里·博伊佐夫；称其令自己的儿子与俄军作战对抗乌克兰。